# Ludwig Carl Wilhelm von Wackerbarth
Ludwig Carl Wilhelm von Wackerbarth, ab 1810 Freiherr von Wackerbarth (* 17. November 1747 in Koschendorf bei Drebkau; † 1817 in Briesen (Spreewald)), war ein aufgrund seiner Verdienste in den sächsischen Freiherrenstand erhobener Rittergutsbesitzer.

## Leben
Er stammte aus dem Adelsgeschlecht von Wackerbarth und war ein Großneffe des Generalfeldmarschalls August Christoph von Wackerbarth (1662–1734). Wackerbarth war Mitbesitzer des Rittergutes Kogel und erwarb 1786 das Rittergut Groß-Briesen im Spreewald. Daneben besaß er auch das Gut Guhrow bei Cottbus.
Am 10. März 1810 wurde er vom König Friedrich August I. von Sachsen, seinem damaligen Landesherrn, zum sächsischen Freiherrn erhoben. Er blieb kinderlos und adoptierte seinen Neffen Carl Friedrich Bernhard von Belling als „Freiherrn von Wackerbarth“ und 1811, gemeinsam mit seiner Frau Helene von Bomsdorff (1748–1836), deren Neffen Adolph Leberecht von Bomsdorff (1781–1862), Gutsherrn auf Linderode, als „Freiherrn von Wackerbarth genannt von Bomsdorff“, der 1836 auch das Rittergut Briesen erbte. Dessen Söhne Ludwig (Louis) (1811–1881) und Otto (1823–1904) begründeten die Zweige Linderode und Briesen/Rethmar des Adelsgeschlechts, die bis heute blühen.